# Fasso
Fasso is een Belgisch bier van hoge gisting. Het bier wordt gebrouwen in Brouwerij Vissenaken te Vissenaken. Het is een blond troebel bier met een alcoholpercentage van 6,5%.
De Germaan “Fasso” en zijn gezellen zouden volgens sommige bronnen aan de basis liggen van de naam Vissenaken. De plaats werd vroeger vernoemd naar de persoon die er woonde en zo veranderde “Fasso’s snaken” uiteindelijk in Vissenaken. In de omgeving van de brouwerij werd in 2006 ook een zythologische vereniging opgericht met de naam “de Snaken van Fasso”.